# Dżalak
Dżalak (arab. جلق) – wieś w Syrii, w muhafazie Aleppo, w dystrykcie Afrin. W 2004 roku liczyła 256 mieszkańców.